# Jean-Herbert Austin
Jean-Herbert Austin (ur. 23 lutego 1950 w Port-au-Prince) – były haitański piłkarz grający na pozycji pomocnika.

## Kariera klubowa
Podczas kariery piłkarskiej Jean-Herbert Austin grał w Violette AC.

## Kariera reprezentacyjna
W reprezentacji Haiti Jean-Herbert Austin grał w latach był rezerwowym i nie zagrał w żadnym meczu.